# Copilia vitrea
Copilia vitrea – gatunek widłonoga z rodziny Sapphirinidae. Opisał go w 1864 roku niemiecki biolog Ernst Haeckel, nadając mu nazwę Hyalophyllum vitreum.